# Lịch sử khám phá hạt
Đây là dòng thời gian của những khám phá hạt hạ nguyên tử, bao gồm tất cả các hạt được phát hiện từ trước đến nay được cho là hạt sơ cấp đã chứng minh đến thời điểm hiện tại (các hạt không thể phân chia nhỏ thêm). Bao gồm việc phát hiện ra các hạt tổng hợp và phản hạt có tầm quan trọng lịch sử đặc biệt.
Cụ thể hơn, bao gồm các hạt:
- Các hạt cơ bản từ Mô hình chuẩn của vật lý hạt cho đến nay đã được quan sát. Mô hình chuẩn là mô hình hành vi hạt toàn diện nhất hiện có. Tất cả các hạt Mô hình Chuẩn bao gồm boson Higgs đã được xác minh và tất cả các hạt quan sát khác là sự kết hợp của hai hoặc nhiều hạt Mô hình Chuẩn.
- Các phản hạt có lịch sử quan trọng đối với sự phát triển của vật lý hạt, đặc biệt là positron và phản proton. Việc phát hiện ra các hạt này đòi hỏi các phương pháp thí nghiệm rất khác so với các đối tác vật chất thông thường của chúng và đưa ra bằng chứng cho thấy tất cả các hạt đều có phản hạt Một ý tưởng cơ bản cho lý thuyết trường lượng tử, khung toán học hiện đại cho vật lý hạt. Trong trường hợp của hầu hết các khám phá hạt tiếp theo, hạt và chất chống hạt của nó được phát hiện đồng thời.
- Các hạt tổng hợp là hạt đầu tiên được phát hiện có chứa một trong những thành phần của hạt cơ bản, rất quan trọng đối với sự hiểu biết về vật lý hạt cơ bản.

| Mốc thời gian | Sự kiện quan trọng |
| ------------- | --- |
| 1800          | William Herschel phát hiện ra "tia nhiệt" |
| 1801          | Johann Wilhelm Ritter đã đưa ra quan sát rõ ràng rằng các tia vô hình nằm ngoài đầu tím của quang phổ nhìn thấy được đặc biệt hiệu quả trong việc làm sáng giấy thấm chloride bạc. Ông gọi chúng là "các tia oxy hóa" để nhấn mạnh khả năng phản ứng hóa học và để phân biệt chúng với "các tia nhiệt" ở đầu kia của quang phổ vô hình (cả hai đều được xác định là photon). Thuật ngữ "tia hóa học" tổng quát hơn đã được sử dụng ngay sau đó để mô tả các tia oxy hóa, và nó vẫn phổ biến trong suốt thế kỷ 19. Các thuật ngữ tia hóa học và nhiệt cuối cùng đã được loại bỏ để ủng hộ bức xạ tia cực tím và hồng ngoại. |
| 1895          | Phát hiện ra bức xạ cực tím dưới 200 nm, được đặt tên là tia cực tím chân không (sau này được xác định là photon) bởi vì nó được hấp thụ mạnh bởi không khí, bởi nhà vật lý người Đức Victor Schumann |
| 1895          | Tia X được tạo ra bởi Wilhelm Röntgen (sau này được xác định là photon) |
| 1897          | Electron phát hiện bởi J. J. Thomson |
| 1899          | Hạt Alpha phát hiện bởi Ernest Rutherford trong phản ứng phóng xạ uranium |
| 1900          | Tia Gamma (một nguồn photon năng lượng cao) Phát hiện bởi Paul Villard trong phân rã uranium |
| 1911          | Hạt nhân nguyên tử được xác định bởi Ernest Rutherford, dựa trên sự tán xạ được quan sát bởi Hans Geiger và Ernest Marsden |
| 1919          | Proton phát hiện bởi Ernest Rutherford |
| 1931          | Deuteron phát hiện bởi Harold Urey (được tiên đoán bởi Rutherford vào năm 1920) |
| 1932          | Neutron phát hiện bởi James Chadwick (được tiên đoán bởi Rutherford vào năm 1920) |
| 1932          | Phản electron (hay positron), phản hạt đầu tiên được phát hiện bởi Carl D. Anderson (được đề xuất bởi Paul Dirac vào năm 1927 và Ettore Majorana vào năm 1928) |
| 1937          | Muon (hoặc mu lepton) được phát hiện bởi Seth Neddermeyer, Carl D. Anderson, J.C. Street và E.C. Stevenson, sử dụng các phép đo buồng mây của các tia vũ trụ (nó đã bị nhầm với pion cho đến năm 1947) |
| 1947          | Pion (hoặc pi meson) phát hiện bởi nhóm C. F. Powell, bao gồm César Lattes(tác giả đầu tiên) và Giuseppe Occhialini (tiên đoán bởi Hideki Yukawa vào năm 1935) |
| 1947          | Kaon (hoặc K meson), Hạt lạ đầu tiên, Phát hiện bởi George Dixon Rochester và Clifford Charles Butler |
| 1950          | Λ⁰ (hoặc lambda baryon) được phát hiện trong một nghiên cứu về tương tác tia vũ trụ |
| 1955          | Phản proton phát hiện bởi Owen Chamberlain, Emilio Segrè, Clyde Wiegand, và Thomas Ypsilantis |
| 1956          | Electron neutrino phát hiện bởi Frederick Reines và Clyde Cowan (được đề xuất bởi Wolfgang Pauli vào năm 1930 để giải thích sự vi phạm rõ ràng về bảo tồn năng lượng trong phân rã beta) Vào thời điểm đó, nó được gọi đơn giản là neutrino vì chỉ có một neutrino được biết đến. |
| 1962          | Muon neutrino (hoặc mu neutrino) được chỉ ra là khác biệt với neutrino electron bởi một nhóm đứng đầu là Leon Lederman |
| 1964          | Xi baryon phát hiện bởi Brookhaven National Laboratory |
| 1969          | Partons (thành phần nội bộ của hadrons) quan sát trong các thí nghiệm tán xạ không đàn hồi sâu giữa các proton và electron tại SLAC; điều này cuối cùng đã được liên kết với mô hình quark (được dự đoán bởi Murray Gell-Mann và George Zweig vào năm 1964) và do đó tạo nên sự khám phá ra quark lên, quark xuống và quark lạ. |
| 1974          | J/ψ meson được phát hiện bởi các nhóm do Burton Richter và Samuel Ting đứng đầu, chứng minh sự tồn tại của quark charm (được đề xuất bởi James Bjorken và Sheldon Lee Glashow vào năm 1964) |
| 1975          | Tau được phát hiện bởi một nhóm, đứng đầu là Martin Perl |
| 1977          | Upsilon meson được phát hiện tại Fermilab, chứng minh sự tồn tại của quark đáy (được đề xuất bởi Kobayashi và Maskawa năm 1973) |
| 1979          | Gluon quan sát gián tiếp trong các sự kiện ba máy bay tại DESY |
| 1983          | bosons W và Z phát hiện bởi Carlo Rubbia, Simon van der Meer, và sự hợp tác của Cern UA1 (tiên đoán chi tiết bởi Sheldon Glashow, Mohammad Abdus Salam, and Steven Weinberg) |
| 1995          | Quark Đỉnh phát hiện bởi Fermilab |
| 1995          | Phản hydro được tạo và đo lường bằng thí nghiệm LEAR tại CERN |
| 2000          | Tau neutrino quan sát trực tiép lần đầu tại Fermilab |
| 2011          | Antihelium-4 được sản xuất và đo bằng máy dò STAR; hạt đầu tiên được phát hiện bởi thí nghiệm |
| 2012          | Một hạt thể hiện hầu hết các đặc điểm dự đoán của boson Higgs được phát hiện bởi các nhà nghiên cứu tiến hành thí nghiệm Compact Muon Solenoid và ATLAS tại Máy va chạm Hadron lớn của CERN |